# Power noise
Genres dérivés
Technoid, industrial hardcore, techno industrielle, terrorcore, noisecore
Le power noise, également connu sous les termes de rhythmic noise, rhythm 'n' noise, noize, technoid, harsh ou encore distorted beat music, est un genre de musique électronique et sous-genre de la musique industrielle. Il ne doit pas être confondu avec le power electronics, qui n'est pas influencé par la musique électronique, mais qui est beaucoup plus proche du harsh noise.

## Histoire

### Années 1990
Le power noise puise son inspiration du groupe industriel Esplendor Geométrico, actif depuis 1980. Le groupe belge Dive anticipe également ce style au début des années 1990,. Le terme de « power noise » est crédité par Raoul Roucka de Noisex en 1997, avec le titre United (Power Noise Movement). Le genre émerge dans la scène américaine grâce au groupe électro-industriel wumpscut:, qui passe du label Noisex au label Mental Ulcer Forges.
Les premiers groupes power noise viennent d'Allemagne. En plus de Noisex et :wumpscut:, ces groupes impliquaient Asche, Morgenstern, P.A.L, Synapscape, and Feindflug. Les Belges Axiome, Hypnoskull, Imminent, Ah Cama-Sotz, Sonar, et This Morn' Omina, participent également au développement du genre. Black Lung (Australie), Vromb (Québec) et Orphx (Canada) ont également été actif à son développement. Des musiciens japanoise, tels que Merzbow, Aube, et Contagious Orgasm ont également fait usage de rythmes répétitifs.

### Depuis les années 2000
Les artistes notables power noise ayant émergé au début des années 2000 incluent Iszoloscope, noCore, Antigen Shift, et Prospero (Canada) ; Drillbit (Australie), Mono No Aware ; Tarmvred (Suède) ; Converter, Terrorfakt, Alter Der Ruine, Panzer Division, C/A/T (États-Unis), Xotox, The Peoples Republic of Europe et SAM (Allemagne), Magnitudo 8 (Italie), Fractured Transmission et Endif (États-Unis).

## Caractéristiques
Typiquement, le power noise est une musique instrumentale, basée sur un kick distordu en 4/4 créé par une boîte à rythmes comme un Roland TR-909. Un composant mélodieux y est souvent ajouté, mais habituellement secondaire au rythme. Les morceaux de power noise sont structurées et dansables. Ce genre est souvent joué au festival Maschinenfest d'Oberhausen, en Allemagne, et au Kinetik Festival de Montréal, Canada. Certains groupes, comme Combichrist et Dulce Liquido, mélangent power noise et aggrotech. D'autres, comme Tarmvred, fusionne ce style avec du breakcore. D'autres encore, fusionnent les éléments IDM, comme Endif.